# Ken Curtis
Ken Curtis, vero nome di Curtis Wain Gates (Lamar, 2 luglio 1916 – Fresno, 28 aprile 1991), è stato un attore statunitense.

## Biografia
Figlio di uno sceriffo, iniziò la sua carriera nel 1944 e partecipò a molti film, diventando uno degli attori fissi della scuderia del regista John Ford.
Partecipò come doppiatore al film animato Robin Hood (1973) in cui diede la voce a Tonto (Nutsy in originale), uno dei due avvoltoi.
Si sposò due volte: prima dal 1952 al 1964 con Barbara Ford (figlia del regista John Ford) e dal 1966 fino alla morte con Torrie Ahern Connelly.
Morì nel 1991, all'età di 74 anni.

## Filmografia parziale

### Cinema
- Song of the Prairie, regia di Ray Nazarro (1945)
- Rio Bravo (Rio Grande), regia di John Ford (1950)
- La legge del mare (Fighting Coast Guard), regia di Joseph Kane (1951)
- Un uomo tranquillo (The Quiet Man), regia di John Ford (1952)
- La lunga linea grigia (The Long Gray Line), regia di John Ford (1955)
- La nave matta di Mister Roberts (Mister Roberts), regia di John Ford e Mervyn LeRoy (1955)
- Sentieri selvaggi (The Searchers), regia di John Ford (1956)
- Cortina di spie (5 Steps to Danger), regia di Henry S. Kesler (1957)
- Le ali delle aquile (The Wings of Eagles), regia di John Ford (1957)
- The Missouri Traveler, regia di Jerry Hopper (1958)
- L'ultimo urrà (The Last Hurrah), regia di John Ford (1958)
- Selvaggio west (Escort West), regia di Francis D. Lyon (1958)
- Là dove il sole brucia (The Young Land), regia di Ted Tetzlaff (1959)
- Soldati a cavallo (The Horse Soldiers), regia di John Ford (1959)
- The Killer Shrews - Toporagni assassini (The Killer Shrews), regia di Ray Kellogg (1959)
- La battaglia di Alamo (The Alamo), regia di John Wayne (1960)
- Cavalcarono insieme (Two Rode Together), regia di John Ford (1961)
- La conquista del West (How the West Was Won), regia di John Ford, Henry Hathaway e George Marshall (1962)
- Il grande sentiero (Cheyenne Autumn), regia di John Ford (1964)
- Robin Hood, regia di Wolfgang Reitherman (1973) - voce
- Pony Express Rider, regia di Robert Totten (1976)
- La febbre dell'oro in California (California Gold Rush), regia di Jack B. Hively (1981) - film TV
- Conagher, regia di Reynaldo Villalobos (1991)

### Televisione
- Have Gun - Will Travel – serie TV, 5 episodi (1959-1962)
- Gli uomini della prateria (Rawhide) – serie TV, episodio 3x24 (1961)

## Doppiatori italiani
- Gianfranco Bellini in Sentieri selvaggi, La battaglia di Alamo
- Pino Locchi in L'ultimo urrà, Soldati a cavallo
- Cesare Barbetti in La nave matta di Mister Roberts
- Riccardo Cucciolla in Le ali delle aquile

Da doppiatore è sostituito da:
- Gianfranco Bellini in Robin Hood